# Belgijski Kongo
Belgijski Kongo (fra. Congo belge; niz. Belgisch-Congo) bila je belgijska kolonija u Središnjoj Africi, koja je postojala od 1908. do svoje neovisnosti 1960. godine. Nakon neovisnosti bivša je kolonija 1964. godine usvojila današnje ime Demokratska Republika Kongo (DRK).